# 패시지스
패시지스(Passages)는 2023년 제작된 아이라 잭스 감독의 2023년 로맨틱 드라마 영화이다.
2021년 11월 15일 프랑스 파리에서 촬영이 시작되었다.

## 출연
- 프란츠 로고프스키
- 벤 위쇼
- 아델 에그자르코풀로스